# Khalid bin Khalifa bin Abdul Aziz Al Thani
Khalid bin Khalifa Abdulaziz Thani (Doha, 1968) es un político catarí, que se desempeña como Primer Ministro de Catar y Ministro del Interior desde el 28 de enero de 2020 hasta el 7 de marzo de 2023. Su nombramiento siguió a la renuncia del jeque Abdullah ben Nasser Al Thani.
Fue a la escuela en Doha y luego a los Estados Unidos, donde completó su licenciatura en Administración de Empresas en 1993.
El jeque Khalid trabajó en Qatar Liquefied Gas Company Limited hasta 2002. Luego trabajó en la oficina del Primer Viceprimer Ministro y el ministro de Relaciones Exteriores de 2002 a 2006. Se desempeñó como jefe del Amiri Diwan desde noviembre de 2014 hasta su nombramiento como primer ministro.